# Messerschmitt Bf 110

Messerschmitt Me 110 C

Messerschmitt Bf 110 (також помилково Me 110) — німецький двомоторний важкий, нічний винищувач, винищувач-бомбардувальник (Zerstörer), спроєктований Вільгельмом Мессершміттом та Робертом Люссером, що перебував на озброєнні Люфтваффе за часів Другої світової війни.
Беззмінний лідер Люфтваффе Герман Герінг був головним прихильником Bf 110, та назвав його «Залізнобоким» (нім. Eisenseiten). Винищувач Bf 110 успішно діяв у ході кампаній в Польщі, Норвегії та Франції. Водночас, літак був не дуже маневреним у повітрі і вже під час битви за Британію керівництву ПС Третього Рейху довелось відкликати низку підрозділів, озброєних цими винищувачами, через надвеликі втрати в повітряних боях з британцями. Згодом, так званий стратегічний винищувач, був перекваліфікований на нічний винищувач та винищувач-бомбардувальник.
Протягом битв на Балканах, у Північній Африці та на Східному фронті літак відмінно зарекомендував себе як основний і надійний засіб повітряної підтримки дій наземних військ. У ході стратегічної повітряної оборони Третього Рейху Messerschmitt Bf 110 став грізним засобом боротьби з бомбардувальною авіацією західних союзників, протидіючі їх стратегічним бомбардуванням важливих об'єктів, але діяв в основному вночі. Переважна більшість німецьких нічних асів билася саме на цих винищувачах; так найрезультативнішій нічний ас Люфтваффе кавалер Лицарського хреста Залізного хреста з дубовим листям, мечами і діамантами Гайнц-Вольфганг Шнауфер літав виключно на Bf 110 і здобув 121 перемогу в повітрі в 164 боях.
Спроби модернізації та удосконалення важкого винищувача Messerschmitt Bf 110 розпочалися практично відразу з початком світової війни. Однак, технологічні вади в конструкції літака не сприяли успіху і літак продовжував знаходиться на службі Повітряних сил, поруч зі своїми удосконаленими версіями Me 210 та Me 410 до кінця війни.

## Історія створення

### Передумови та перші зразки
Протягом 1930-х років військова авіація багатьох великих держав просувалася на шляху від проектів біпланів до монопланів. Більшість зосереджувалися на одномоторних винищувачах, але паралельно все більше впливала проблема дальності польоту. Рейхсміністерство авіації, за підбадьоренням Германа Герінга, опублікувало запит на розроблення нового багатоцільового винищувача під назвою «кемпцерштьорер» (нім. Kampfzerstörer; винищувач бомбардувальників) з великим радіусом дії та внутрішнім бомбовим відсіком. Цей запит передбачав розроблення двомоторного, тримісного, суцільнометалевого моноплана, озброєного гарматою та бомбовим відсіком. З семи компаній, до яких звернулися з пропозицією, лише Bayerische Flugzeugwerke (яка пізніше стала Messerschmitt), Focke-Wulf і Henschel відгукнулися на запит.
Запропонований Focke-Wulf варіант, Fw 57, мав розмах крил 25,6 м і оснащувався парою двигунів DB 600. Літак озброювався двома 20-мм гарматами MG FF в носовій частині, а третя була розташована в спинній башточці. У 1936 році Fw 57 V1 літав у 1936 році, але його характеристики були поганими, і машина розбилася. Henschel Hs 124 був подібний за конструкцією до Fw 57, оснащений двома Jumo 210C для V1. У V2 використовувалися радіальні двигуни BMW 132Dc, які виробляли 870 к.с. порівняно з Jumo потужністю 640 к.с. Озброєння складалося з одного 7,92 мм кулемета MG-15 і однієї 20-мм гармати MG FF, що стріляла вперед.
Bayerische Flugzeugwerke виключила вимогу щодо внутрішнього бомбового навантаження з директиви RLM, щоб збільшити елемент озброєння в специфікації RLM. Bf 110 виявився значно перевершуючи своїх конкурентів у швидкості, дальності та вогневої потужності, щоб відповідати його вимогам. Відповідно, подання Bayerische Flugzeugwerke перевершило Focke-Wulf, Henschel і Arado, і таким чином фірма отримала кошти для створення кількох прототипів літаків. До кінця 1935 року Bf 110 перетворився на суцільнометалевий консольний моноплан із низьким крилом напівмонококової конструкції з подвійними вертикальними стабілізаторами та двома двигунами DB 600A.
На щастя (і під тиском Ернста Удета), RLM переглянуло ідеї «кемпцерштьорера» і почав зосереджуватися на Zerstörer. 12 травня 1936 року Рудольф Опіц здійснив перший політ Bf 110 з Аугсбурга. Замовлення на чотири передсерійні одиниці A-0 було негайно розміщено, перша з яких була доставлена в січні 1937 року. На цьому етапі випробувань як конкуренти Focke-Wulf Fw 187, так і Henschel Hs 124 були відхилені, а Bf 110 було замовлено у серійне виробництво.

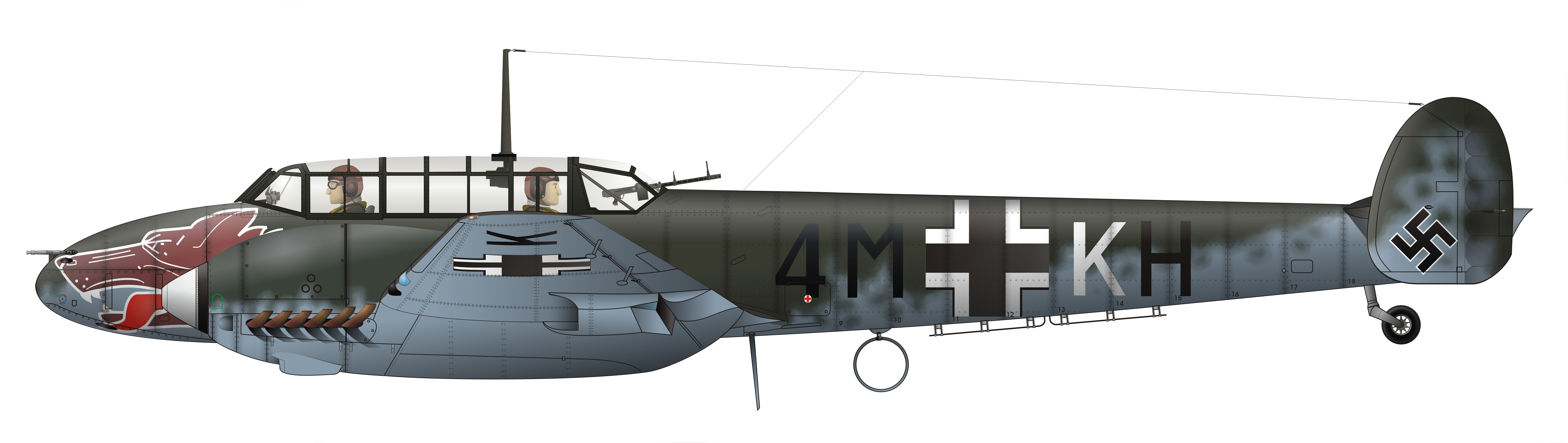
Важкий винищувач Messerschmitt Bf 110

Початкові поставки Bf 110 зіткнулися з кількома затримками з двигунами DB 600, що змусило Bayerische Flugzeugwerke встановити двигуни Junkers Jumo 210B, залишивши Bf 110 серйозно недостатньою потужністю та здатним розвивати максимальну швидкість лише 431 км/год. Озброєння зразків A-0 також було обмежено чотирма носовими 7,92-мм кулеметами MG-17. Навіть без поставки двигунів DB 600 Bayerische Flugzeugwerke розпочала складання Bf 110 у середині 1937 року. Оскільки з двигунами DB 600 продовжували виникати проблеми, Bayerische Flugzeugwerke була змушена продовжувати використовувати двигуни Jumo 210G, які давали 515 кВт (700 к.с.) потужності кожен (проти 471 кВт/640 к.с. у 210B). Було створено три версії Bf 110B: B-1, яка мала чотири 7,92-мм кулемети MG-17 і дві 20-мм гармати MG FF, розвідувальну версію B-2, яка мала камеру замість гармат, і B-3, який використовувався як навчальний, з гарматами, заміненими додатковим радіообладнанням. Лише 45 Bf 110B було побудовано до завершення виробництва двигунів Jumo 210G. Основною ознакою Bf 110 серій -A і -B були дуже великі радіатори у формі «рота», розташовані під кожним двигуном.
У другій половині 1939 року почалися роботи на наступною версією винищувача, Bf 110D, який мав серію модифікацій і вдосконалень, зосереджених на збільшенні його радіусу дії. Початкова версія D-серії, Bf 110D-0, була розроблена для додавання великого обтічного черевного паливного баку об'ємом 1050 літрів, вбудованого під фюзеляж, що вимагало значного розміру, конформного обтічного черевного обтічника фюзеляжу, який простягався від половини задньої частини під носом до задньої частини скла кабіни, що надихнуло на прізвисько «черево такси» (нім. Dackelbauch). D-1 також був пристосований для кріплення пари 900-літрових підвісних баків, оснащених ребрами, по одному під кожним крилом, що збільшило загальну ємність палива до 4120 літрів. Пізніші версії D-2 і D-3 зберегли подвійний підкрилковий 900-літровий підвісний паливний бак, використовуючи багатоцільові боєприпасні стелажі, здатні містити як підвісні баки, так і бомби.

### Подальші варіанти
Згодом було розроблено дві версії Bf 110, моделі E та F. E був спроектований як винищувач-бомбардувальник (нім. Zerstörer Jabo), здатний нести під крилом чотири вузли підвіски ETC 50 вагою 50 кг, а також центральну підвіску для бомб ETC 500. Перший E, Bf 110 E-1, спочатку оснащувався двигуном DB 601B, але пізніше перейшов на DB 601P, коли вони стали більш доступними у великій кількості. Загалом з серпня 1940 року по січень 1942 року було виготовлено 856 моделей Bf 110E. Моделі E також мали оновлену броню та деякі модернізації фюзеляжу, щоб витримати додаткову вагу.
Bf 110F оснащувався новими двигунами DB 601F, які давали 993 кВт/1350 к.с. моці (майже вдвічі більше, ніж оригінальні двигуни Jumo), що дозволило покращити броню, посилити та збільшити вагу без втрати продуктивності. Існували три поширені версії моделі F. Пілоти зазвичай вважали Bf 110F найкращим з лінійки Bf 110, будучи повністю легко пілотованим і в деяких аспектах більш плавним, ніж Bf 109, хоча і не таким швидким. Зрештою, 512 екземплярів Bf 110F було виготовлено між груднем 1941 і груднем 1942 років, коли виробництво переключилося на Bf 110G.
У середині 1941 року на озброєння надійшов Me 210. Але цей винищувач мав проблеми і був знятий з озброєння для подальшої доробки. Після невдачі Me 210 був розроблений Bf 110G. Модель G була оснащена двигунами DB 605B, які мали 1085 кВт (1475 к.с.) на максимумі і 997 кВт (1355 к.с.) на висоті 5,8 км. Bf 110G також мав модернізоване носове озброєння та зазнав деяких змін, які покращили аеродинаміку літака. Bf 110 G-1 не існувало, тому Bf 110 G-2 став базовим варіантом Bf 110G.
За початковою партією з шести передсерійних серійних літаків G-0, виготовлених у червні 1942 року, пішли 797 G-2, 172 G-3 і 2293 тримісні моделі G-4, в ролі нічних винищувачів; усі будувалися між груднем 1942 і квітнем 1945. Bf 110G вважався найкращою артилерійською платформою з чудовою круговою видимістю, і до появи Heinkel He 219 вважався одним із найкращих нічних винищувачів Люфтваффе.

### Озброєння
Головною перевагою Bf 110 була його спроможність до встановлення надзвичайно потужної бортової авіаційної зброї. Ранні версії мали чотири 7,92-мм кулемети MG-17 у верхній носовій частині та дві 20-мм гармати MG FF/M, встановлені в нижній частині носової частини. Пізніші версії замінили MG FF/M на більш потужні 20-мм гармати MG-151/20, і багато літаків серії G, особливо ті, які виконували роль винищувача бомбардувальників, мали дві 30-мм гармати MK 108, встановлені замість MG-17. Захисне озброєння спочатку складалося з одного, гнучко встановленого 7,92-мм кулемета MG-15. Пізню серію F і прототип серії G було переозброєно 7,92 мм кулеметом MG-81 з вищою швидкострільністю, а серію G було оснащено двоствольним кулеметом MG-81Z. Багато нічних винищувачів серії G були модернізовані або побудовані на заводі з гарматною системою «Неправильна музика», яка стріляла вгору під косим кутом для збивання бомбардувальників, проходячи під їх корпусом; літак часто оснащувався двома 20-мм MG FF/M, але також використовувалися польові установки 20-мм гармат MG 151/20 або 30-мм MK 108. Зброя типу «Неправильна музика» зазвичай встановлювалась безпосередньо перед задньою кабіною.
Bf 110 G-2/R1 також міг використовувати таке озброєння, як 37-мм автоматична гармата BK 3,7, встановлена в конформній підфюзеляжній гондолі під фюзеляжем. Одного влучення з цієї зброї зазвичай було достатньо, щоб знищити будь-який бомбардувальник союзників.
Перші зразки винищувачів-бомбардувальників Bf 110 C-1/B могли нести дві бомби по 250 кг, дві по 500 кг або дві бомби по 1000 кг на двох вузлах підвіски ETC 500 під фюзеляжем, а версії, починаючи з Bf 110 E-0, брали на борт чотири додаткові 50 кг бомби на стійках ETC 50 під крилом.
У липні 1942 року на озброєння почали надходити Bf 110F-4, котрі були першою версією, розробленою спеціально як нічний винищувач. Це був щось на зразок тимчасового заходу, хоча озброєний чотирма 7,92-мм кулеметами і двома 20 мм гарматами Bf 110 залишався основним нічним винищувачем Люфтваффе до 1944 року.

## Історія застосування

### Польська кампанія
На початку Польської кампанії Люфтваффе здійснило масовані удари по аеродромах, які використовували польські повітряні сили. У цій кампанії Bf 110 використовувалися для супроводу бомбардувальників і боротьби з будь-якими польськими винищувачами. За даними Люфтваффе, загалом у вересневій кампанії було використано 102 Bf 110, втрачено близько 10 літаків. Польські пілоти не були знайомі з цим типом бойового літака, часто ідентифікуючи їх як бомбардувальники. Майбутній ас, командир NJG 1 та винищувального командування «Румунія» Вольфганг Фальк здійснив свої перші бойові вильоти в небі над Польщею, де здобув перші перемоги. Так саме перший бойовий досвід у польському небі здобули майбутній нічний ас Гельмут Лент і Гордон Голлоб, майбутній генерал-інспектор винищувальної авіації Люфтваффе. Підрозділ Фалька, I./ZG 76, заявив про 31 збитий літак противника під час кампанії, з яких 19 були підтверджені. I(Z)./LG 1 також здобув перемог; супроводжуючи формування німецьких бомбардувальників під час атак на Варшаву, підрозділ забрав 30 літаків у перший день. Польські винищувальні підрозділи повідомили про втрати 17 % цього дня. За п'ять днів цей показник зріс до 72 %. JGr 2 також отримав 28 повітряних і 50 наземних перемог.

### Західний фронт
Зі вступом Франції та Великої Британії у війну, більшість винищувальних підрозділів, які захищали західну Німеччину від повітряних атак союзників, були оснащені Bf 109. Єдиним із підрозділів, призначених для протиповітряної оборони в цьому секторі, озброєних Bf 110, був LG 1. 23 листопада 1939 року Bf 110 зарахував на свій рахунок перший збитий літак союзників, коли Bf 110 LG 1 вступили в бій і збили французький Morane-Saulnier MS.406 над Верденом. Всього за три тижні, 18 грудня 1939 року, Bf 110 здобули першу німецьку повітряну перемогу над британською авіацією у Другій світовій війні. Британське бомбардувальне командування Королівських ПС відправило 22 бомбардувальники «Веллінгтон» атакувати німецьку військово-морську базу у Вільгельмсгафені. Незважаючи на допомогу з боку підрозділів на Bf 109, саме Bf 110 відзначився як винищувач бомбардувальників. Німці оголосили про збиття 38 бомбардувальників Королівських ВПС. Але, фактично британські втрати становили 11 «Веллінгтонів» і шість дістали пошкоджень різного ступеня. Невдалий наліт переконав Бомбардувальне командування Королівських ПС відмовитися від денних бомбардувань Німеччини на користь нічних дій.
В операції «Везербюнг», вторгненні до Данії та Норвегії, Bf 110 брали найактивнішу участь. Було сформовано дві ескадри важких винищувачів Zerstörergeschwader (ZG 1 і ZG 76) з 64 літаками. 9 квітня Bf 110 знищили на землі 25 данських військових літаків, які дислокувалися на авіабазі Верльозе. Один данський Fokker C.V таки зміг піднятися в повітря, але був негайно збитий. Під час цієї кампанії Віктор Мьолдерс, брат знаменитого Вернера Мьолдерса, взяв офіційну капітуляцію міста Ольборг після приземлення на місцевому аеродромі. Одягнений у льотне спорядження, місцевий молочник підвіз його до центру міста, щоб знайти відповідні приміщення для розміщення екіпажів I./ZG 1.
У Норвегії Bf 110 допомагали охороняти аеропорт Осло-Форнебу, супроводжуючи транспортні літаки Junkers Ju 52 з десантниками на борту. Німці вступили в бій з кількома «Гладіатор» і кулеметними обслугами, що вели по них вогонь з землі; в бою обидві сторони втратили по два літаки. Пілоти «Мессершмітта» не знали, що багато попередніх транспортних хвиль повернули назад і що аеропорт не був захоплений десантом. Висадивши свої вантажі, багато транспортів було знищено. Решта Bf 110 обстріляли аеродром і допомогли наземним військам опанувати його; повітряна підтримка ескадр важких винищувачів була важливою, і Bf 110 добре зарекомендував себе в ролі винищувача-бомбардувальника у наступних боях кампанії.
Переважно добре Bf 110 показали себе, коли змагалися з британськими бомбардувальниками. 13 червня 1940 року ескадрилью пікіруючих бомбардувальників «Скуа», котрі намагалися прорватися та розбомбити німецький лінкор «Шарнгорст», було перехоплено. Ескадрилья Bf 109 і ще одна Bf 110 збили вісім за стільки ж хвилин, причому Bf 110 вбили чотири; серед переможців був Герберт Шоб. Загальні втрати під час цієї кампанії склали трохи більше 20 літаків. 9 липня 1940 року сім із 12 «Брістоль Бленхеймів», які бомбардували Ставангер, були збиті змішаними силами Bf 110 та Bf 109 з ZG 76 та JG 77 відповідно.
Під час Дивної війни кілька французьких літаків було збито Bf 110. 2 квітня командир ZG 1 гауптман Ганнес Генцен став кращим льотчиком-винищувачем з найбільшою кількістю перемог у Люфтваффе, коли він збив «Хок» над Аргонною. Для участі в Голландській кампанії керівництво Люфтваффе виділило 145 Bf 110 під командуванням командира 2-го винищувального командування (Jagdfliegerführer 2) оберста Курта-Бертрама фон Дерінга. В ході кампанії Bf 110 продемонстрував свої можливості як ефективний штурмовик. 10 травня ZG 1 заявила про 26 голландських літаків, знищених на землі на аеродромі Гамстеде. Між 11 і 13 травня більшість із 82 повітряних перемог в небі Бельгії було зроблено ZG 26, озброєної Bf 110. Однак за це німці заплатили 15 травня втратою дев'яти Bf 110 в боях проти Королівських ПС. ZG 2 оберстлейтенанта Фрідріха Фольбрахта заявило про збиття 66 літаків союзників до цього дня.
Підрозділи Bf 110 також зіткнулися з ВПС Швейцарії в цей період, оскільки кілька німецьких нальотів порушили повітряний простір Швейцарії й залетіли вглиб території країни. Близько п'яти Bf 110 було збито швейцарськими Bf 109. При проведенні другого етапу Французької кампанії в операції «Паула» в ході наступу за планом «Рот», з метою знищення залишків частин французьких ВПС у центральній Франції, Люфтваффе втратили 101 літак, з яких лише чотири були Bf 110. Більше подібних втрат до кінця кампанії не було.
Західна кампанія 1940 року довела, що Bf 110 був уразливим у ворожому небі. Він добре виступав проти ВПС Бельгії, Нідерландів і Франції, зазнаючи відносно невеликих втрат, але швидко був перевершений через збільшення кількості «Харрікейнів» і «Спітфайрів», особливо коли був змушений виконувати тактичну роль, для якої він ніколи не призначався — ескорт бомбардувальників на близькій дистанції — де він не зміг скористатися перевагами своїх швидкісних та висотних характеристик і був змушений чекати, поки ворог атакує, а не блукати, щоб знайти та знищити ворога. Загалом у кампанії на Заході було втрачено 60 Messerschmitt Bf 110, що становило 32 % від загальної чисельності важких винищувачів на початок кампанії.

### Битва за Британію
Битва за Британію наочно продемонструвала фатальні недоліки Bf 110 як денного винищувача в бою проти одномоторних винищувачів. Відносно великий літак, йому не вистачало маневреності «Харрікейнів» і «Спітфайрів», і його було легко видно здалека. Крім того, хоча він мав вищу максимальну швидкість, ніж сучасні «Харрікени» Королівських ВПС, він мав погане прискорення. Найкраще він підходив для виконання функцій супроводу важких бомбардувальників, ніж більшість інших літаків того часу, і не мав проблем обмеженої дальності, які заважали Bf 109E. Bf-110 сильно страждали у «близькому супроводі», коли вони були змушені летіти поруч із повільними бомбардувальниками, позбавляючи їх тактичної переваги та змушуючи їх завжди відповідати атакуючим винищувачам, які ніколи не були захоплені зненацька та могли легко уникнути атак Zerstörer. Це обмеження тактичної гнучкості значною мірою перешкоджало здатності Bf 110 протистояти одномоторним винищувачам противника на рівних.
Найгіршим днем бою для Bf 110 стало 15 серпня 1940 року, коли було збито майже 30 Bf 110, що еквівалентно втраті цілої авіаційної групи. У період з 16 по 17 серпня було втрачено ще 23 машини. Після 18 серпня відбулося помітне скорочення кількості операцій із застосуванням Bf 110. Останній день серпня виявився рідкісним успіхом для Bf 110. ZG 26 заявив про 13 збитих винищувачів Королівських ПС, ціною власних трьох втрат і п'яти пошкоджених. Однак 4 і 27 вересня щодня було втрачено по 15 Bf 110. Люфтваффе вступило в бій з 237 справними Bf 110. 223 було втрачено під час битви за Британію.

### Середземномор'я
У квітні 1941 року Messerschmitt Bf 110C і E I і II./ZG 26 брали участь у вторгненні в Югославію і Грецію. І знову Bf 110 зіткнувся з іноземними літаками Messerschmitt Bf 109, цього разу Королівських ВПС Югославії. Як і у Швейцарії в 1940 році, бої завершилися на користь суперника. У перший день, 6 квітня, Bf 110 I./ZG 26 втратили п'ять літаків, збивши лише два югославські Bf 109. II./ZG 26 збили кілька «Фьюрі», але втратити при цьому в битві проти біпланів два своїх.
20 квітня в небі над Грецією II./ZG 26 заявила про збиття п'яти «Харрікейнів» ціною втрати своїх двох. У цій битві загинув британський ас Мармадюк Петтл з 33-ї ескадрильї, що мав 50 перемог на своєму рахунку. Близько 12 Bf 110 було втрачено в битві над Критом.
1 квітня 1941 року в Іраку стався переворот Рашида Алі, і, як результат, спалахнула англо-іракська війна. Командування Люфтваффе направило на підтримку іракських націоналістів повітряну компоненту, так зване авіаційне командування «Ірак», що налічувало 12 Bf 110 з 4./ZG 76. Німецькі машини досягли Іраку в перший тиждень травня 1941 року. Кампанія в пустелі тривала лише десять днів. Майбутнім асом нічних винищувачів Мартіном Древесом було збито два британські «Гладіатори». Але, внаслідок рейду два Bf 110 було сильно пошкоджено, і загалом до 26 травня жоден Bf 110 не був готовий до експлуатації, тому німецький персонал був евакуйований. Один Bf 110 був захоплений Королівськими ВПС і пройшов тестовий політ. Він базувався в Каїрі, Єгипет, і мав бути розгорнутий у Південній Африці в рамках програми підготовки пілотів з ознайомлення ворожої техніки, але розбився в Судані.
У Північноафриканській кампанії Bf 110 виконував роль літака підтримки підрозділів притаманну Junkers Ju 87 Stuka. У 1941 році майже 20 % місій Zerstörergeschwader були орієнтовані підтримку наземних дій. Кілька асів Bf 110 було втрачено в повітряних боях протягом цього періоду, на фоні того, що інші втрати німецької авіації в цих боях також були значними.
У серпні 1942 року безвихідь між силами союзників і держав Осі в Північній Африці дозволила вивести III./ZG 26 на Крит для забезпечення повітряного прикриття середземноморських конвоїв. За цей час було знищено кілька B-24 «Ліберейтор» армії США. 29 вересня 1942 року, патрулюючи один, оберлейтенант Гельмут Гаугк із ZG 26 вступив у бій з формуванням з 11 B-24, збивши два бомбардувальники противника. Bf 110 продемонстрував свою спроможність у виконанні ролі, яку він мав досягти в Європі. Нарешті, у лютому 1945 року два Bf 110G-4 були поставлені ВПС Незалежної Держави Хорватія. Один був знищений унаслідок бомбардування союзниками у Загребі; інший вижив і шукав притулку в Клагенфурті в Австрії разом з іншими відступаючими літаками хорватської авіації в травні 1945 року.

### Східний фронт
На початковому етапі операції «Барбаросса» лишень 51 літак Bf 110 брав участь у повітряних боях над Радянським Союзом. Всі вони були з трьох підрозділів; ZG 26, SKG 210 (перейменована з Erprobungsgruppe 210) і ZG 76. Bf 110 надав цінну підтримку німецькій армії, виконуючи штурмові місії на фоні дуже потужної протиповітряної оборони Червоної армії. Пілоти Bf 110 провели величезну кількість ударів по наземних цілях. Одними з найуспішніших були лейтенант Едуард Мейєр, який 20 грудня 1941 року отримав Лицарський хрест за 18 перемог у повітрі та 48 знищених літаків на землі, а також два підбиті танки. Оберлейтенанту Йоганнесу Кілю приписали 62 знищених літаки на землі, а також дев'ять танків і 20 артилерійських гармат. Пізніше йому зарахували затоплення радянського підводного човна і трьох моторних торпедних катерів.
У першій половині 1942 року, на крайній півночі, на полях битв між Кіркенесом та портом Мурманськ, Bf 110 все ще міг досягти важливих успіхів. Наприклад, дислокований там підрозділ Zerstorer, 10.(Z)/JG 5, досяг важливої перемоги 10 травня 1942 року, коли шість його Bf 110, які супроводжували Ju 88 з KG 30 зіткнувся з шістьма радянськими бомбардувальниками СБ-2 у супроводі дев'яти «Харрікейнів» 2-го гвардійського змішаного авіаційного полку. У повітряному бою німецькі пілоти не тільки здобули 13 перемог (тоді як їх супротивників було лише дев'ять), але й помилково ідентифікували їх як МіГ-3, включаючи п'ять заявлених перемог Теодора Вайссенбергера. Однак, радянський 2-й авіаційний полк справді втратив п'ять «Харрікейнів» у цьому бою, а лише один Bf 110 з німецького боку, що є чудовою перемогою. Загалом Вайссенбергер здобув свою першу перемогу (із 175 на Східному фронті) на Bf 110, збивши 24 жовтня І-153; він переміг ще 33 у 1945 році під час польоту на Me 262, змагаючись проти західних літаків).
Поки основна частина повітряного протистояння на Східному фронті складалася з повільних і неперевершених винищувачів І-153, І-15біс та І-16, а тактика і підготовка радянських льотчиків поступалися німецьким льотчикам, Bf 110 все ще міг більше, ніж утримувати свої позиції в небі на Сході. Але від середини до осені 1942 року ця ера закінчилася, і втрати почали зростати дуже швидко.
28 червня 1942 року, на початку операції «Блау», 4-й повітряний флот мав у строю 86 оперативних Zerstörer, зокрема п'ятнадцять Bf 110, які виконували розвідувальні завдання у трьох підрозділах — 3.(H)/31, 3.(H)/11 і 7.(H)/LG 2; решта 71 машин була у складі ZG 1 і ZG 2. Лише за місяць ZG 1 і ZG 2 втратили збитими 31 Bf 110 (усі внаслідок боїв з радянськими винищувачами), а також ще п'ять розвідувальних літаків з тієї ж причини. У результаті ZG 2 було розформовано, а всі його літаки, що вціліли, були передані ZG 1.
Кількість Bf 110 на Східному фронті ще більше зменшилася до кінця і після 1942 року. Більшість підрозділів, які використовували Bf 110, робили це для розвідки. Більшість машин було відведено до нацистської Німеччини для проведення операцій по повітряній обороні рейху.

## Модифікації

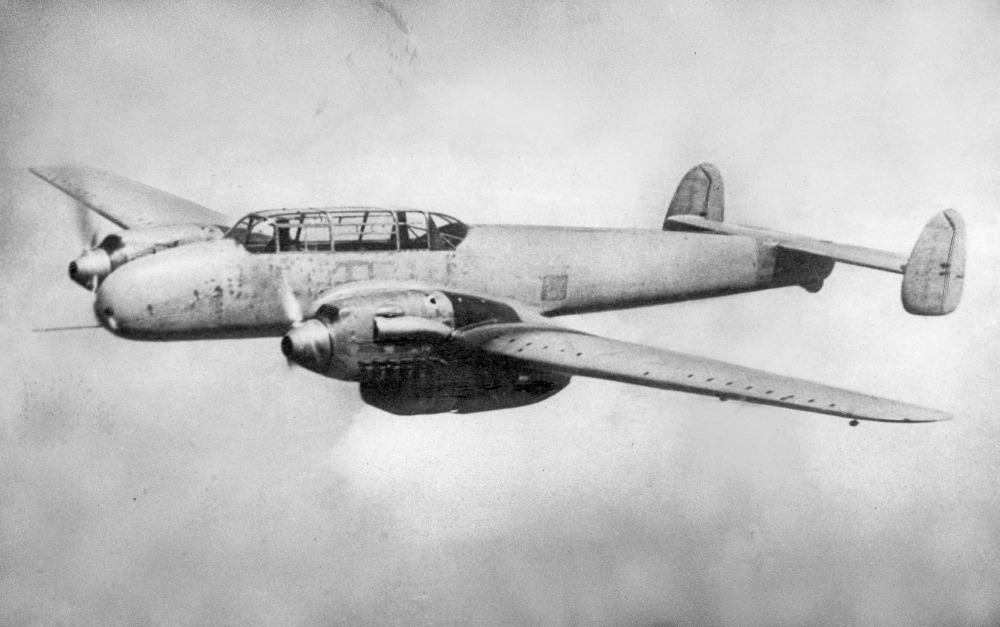
Перший прототип Messerschmitt Bf 110 V1

- Bf 110 V1 — перший прототип, чий політ відбувся 12 травня 1936 року на двох двигунах Daimler-Benz DB 600
- Bf 110 V2 — прототип з використанням двох двигунів Daimler-Benz DB 600, призначений безпосередньо до випробувального центру Люфтваффе в Рехліні. Пілоти-випробувачі були задоволені його швидкістю, але розчаровані його маневреністю
- Bf 110 V3 — планер, що й у V1 і V2, що призначався як платформа для випробувань озброєнь і мав зміни носової частини озброєння. Випробувальний політ 24 грудня 1936 року

### Bf 110A
- Bf 110 A — прототип з двома двигунами Junkers Jumo 210B
- Bf 110 A-0 — позначення перших чотирьох передсерійних літаків. Озброєння складалося з чотирьох фіксованих 7,92-мм кулеметів MG-17 у носовій частині та одного рухомого 7,92-мм кулемета MG-15 у задньому вікні кабіни пілота

### Bf 110B
- Bf 110 B — дрібносерійне виробництво з двома двигунами Jumo 210
- Bf 110 B-0 — перший передсерійний літак, на основі B-1
- Bf 110 B-1 — версія Zerstörer, чотири 7,92-мм кулемети MG-17 і дві 20-мм гармати MG-FF, встановлені у носі
- Bf 110 B-2 — розвідувальний варіант літака, без обох гармат MG FF з розміщенням додаткових аерокамер
- Bf 110 B-3 — навчально-тренувальний літак; демонтовано гармати MG FF і додано додаткове радіообладнання. Деякі зношені в наслідок інтенсивної експлуатації B-1 пізніше були переобладнані у B-3

### Bf 110C

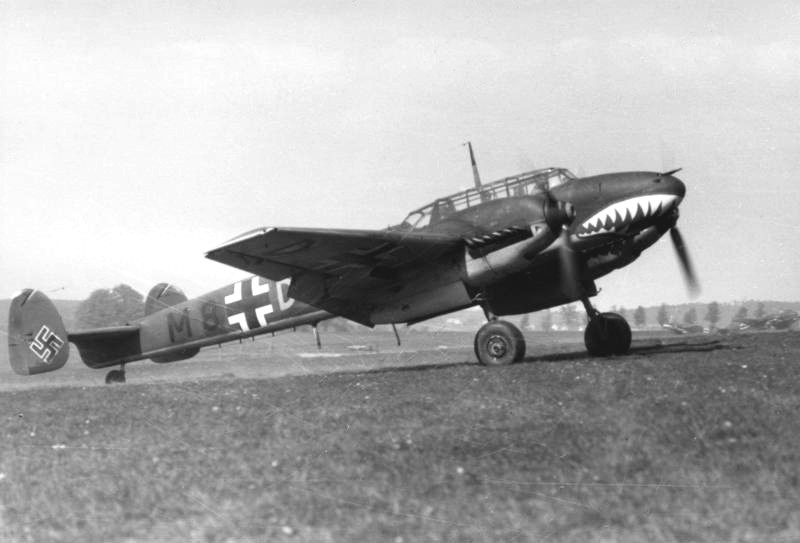
Messerschmitt Bf 110C 6./ZG 76

- Bf 110C — перший серійний літак з двигунами DB 601
- Bf 110 C-0 — 10 передсерійних літаків
- Bf 110 C-1 — Zerstörer з двигунами DB 601 B-1
- Bf 110 C-2 — Zerstörer, оснащений радіостанцією FuG 10, оновленою з FuG III
- Bf 110 C-3 — Zerstörer, з модернізованою гарматою 20 мм MG FF до рівня MG FF/M
- Bf 110 C-4 — Zerstörer, з посиленим бронюванням кабіни льотчиків
  - Bf 110 C-4/B — винищувач-бомбардувальник на базі C-4, оснащений парою бомботримачів ETC 500 і модернізованими двигунами DB 601 Ba
- Bf 110 C-5 — розвідувальна версія на базі C-4, обидва MG FF демонтовано, встановлена камера Rb 50/30, модернізовані двигуни DB 601P
- Bf 110 C-6 — експериментальний важкий винищувач з додатковою 30-мм гарматою MK 101 під фюзеляжем, двигуни DB 601P
- Bf 110 C-7 — винищувач-бомбардувальник на базі C-4/B, дві центральні бомботримачі ETC 500, здатні нести дві бомби по 250, 500 або 1000 кг; модернізовані двигуни DB 601P

### Bf 110 D
- Bf 110 D — важкий винищувач/винищувач-бомбардувальник, версії максимальної дальності польоту на базі серії С, підготовлений до роботи з зовнішніми паливними баками
- Bf 110 D-0 — прототип, що використовував планери C-3, модифіковані використання встановлених під корпусом 1050 л паливних баків під назвою «Dackelbauch» («живот такси» німецькою)
- Bf 110 D-1 — важкий винищувач дальнього радіусу дії, модифікований планер серії C з можливістю перевозити бак Dackelbauch і підкрилові одноразові паливні баки
  - Bf 110 D-1/R1 — важкий винищувач дальнього радіусу дії, з баком Dackelbauch, спроможний використовувати додаткові скидні баки на 900 л, встановлені на крилі
  - Bf 110 D-1/R2 — важкий винищувач дальнього радіусу дії, з масляним баком на 85 л під фюзеляжем замість підфюзеляжного бака Dackelbauch, два встановлені на крилі скидувані баки на 900 л
- Bf 110 D-2 — Zerstörer дальнього радіусу дії, два встановлені на крилі скидні баки об'ємом 300 л і встановлені по центру бомбові стійки для двох бомб по 500 кг
- Bf 110 D-3 — Zerstörer дальнього радіусу дії, подовжений хвіст для рятувальної шлюпки. Можуть бути встановлені або два встановлені на крилі скидні баки об'ємом 300 л або 900 л. Додаткове встановлення бомбоскидача ETC 500 (неможливо з баками 900 л)
- Bf 110 D-4 — розвідник дальнього радіусу дії, без гармат MG FF з камерою Rb 50/30, двома скидуваними баками 300 л або один 900 л на крилі

### Bf 110 E
- Bf 110 E — переважно винищувачі-бомбардувальники з посиленим планером та бомбовим навантаженням до 1200 кг
- Bf 110 E-0 — передсерійна версія, двигуни Daimler-Benz DB 601B, пара бомботримачів ETC50, встановлених на борту двигунів, озброєння як C-4
- Bf 110 E-1 — серійна версія з двигунами E-0, DB 601P
  - Bf 110 E-1/U1 — нічний винищувач з двома членами екіпажу, оснащений інфрачервоним пристроєм самонаведення Spanner-Anlage
- Bf 110 E-1 — серійна версія з двигунами E-0, DB 601P
- Bf 110 E-2 — версія з двигунами DB 601P, хвостова частина фюзеляжу така ж, як у D-3
- Bf 110 E-3 — розвідник дальнього радіусу дії, без гармат MG FF з камерою Rb 50/30

### Bf 110F

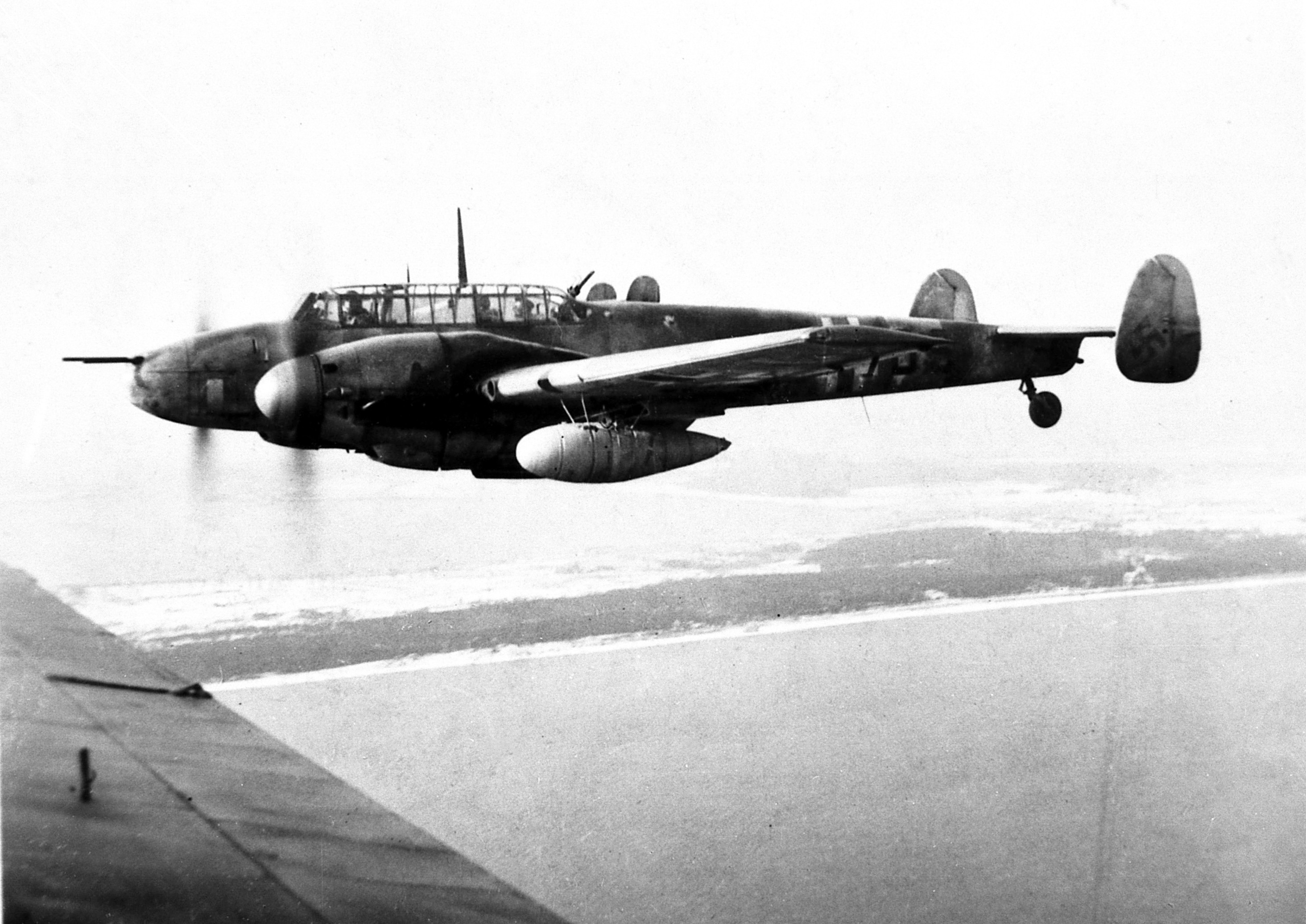
Messerschmitt Bf 110 G-2 8./ZG 26 в небі над Кенігсбергом. Весна 1945

- Bf 110F — удосконалений варіант E з посиленим планером, покращеним бронювання та двома двигунами DB 601F потужністю 993 кВт (1350 к.с.)
- Bf 110 F-1 — винищувач-бомбардувальник
- Bf 110 F-2 — важкий винищувач дальнього радіусу дії, часто використовуваний проти важких бомбардувальників союзників
- Bf 110 F-3 — розвідник дальнього радіусу дії
- Bf 110 F-4 — перший спеціалізований нічний винищувач (спеціально розроблений для цього, 3 члени екіпажу)

### Bf 110 G
- Bf 110 G — удосконалений варіант F, два двигуни DB 605B потужністю 1085 кВт (1475 к.с.), хвостові рулі збільшені
- Bf 110 G-1 — не будувався
- Bf 110 G-2 — винищувач-бомбардувальник, швидкісний бомбардувальник, винищувач бомбардувальників, часто використовується проти важких бомбардувальників союзників (часто озброювався ракетами)
  - Bf 110 G-2/R1 — Bf 110 G-2, озброєний BK 3,7 під фюзеляжем
  - Bf 110 G-2/R4 — Bf 110 G-2, озброєний BK 3,7 під фюзеляжем і двома МК 108 в носовій частині
- Bf 110 G-3 — розвідник дальнього радіусу дії
- Bf 110 G-4 — тримісний нічний винищувач; радар FuG 202/220 Lichtenstein, опціонально Schräge Musik, зазвичай встановлений посередині кабіни. У комплектації Rüstsatz та Umrüst-Bausätze були доступні численні комбінації наддувів двигунів, Schräge Musik, радіолокаційних пристроїв і озброєння для вогню вперед

## Країни-оператори
Третій Рейх
- Люфтваффе

 Королівство Італія
- Королівські повітряні сили Італії

 Румунське королівство
- Королівські повітряні сили Румунії

 Угорщина
- Повітряні сили Угорщини

 Хорватія
- Повітряні сили Незалежної Держави Хорватія

## Однотипні літаки за епохою, характеристиками та призначенням
| - Messerschmitt Bf 161 - Messerschmitt Bf 162 - Messerschmitt Me 210 - Messerschmitt Me 310 - Messerschmitt Me 410 | - Focke-Wulf Fw 187 - Heinkel He 219 - Dornier Do 335 - Bristol Beaufighter - de Havilland Mosquito | - IMAM Ro.57 - Fokker G.I - Potez 630 - Kawasaki Ki-45 - Lockheed P-38 Lightning | - Nakajima J1N - PZL.38 Wilk - Varga RMI-1 X/H - Westland Whirlwind - Пе-2 |